# Steve Wickham
 (juillet 2015).
Si vous disposez d'ouvrages ou d'articles de référence ou si vous connaissez des sites web de qualité traitant du thème abordé ici, merci de compléter l'article en donnant les références utiles à sa vérifiabilité et en les liant à la section « Notes et références ».

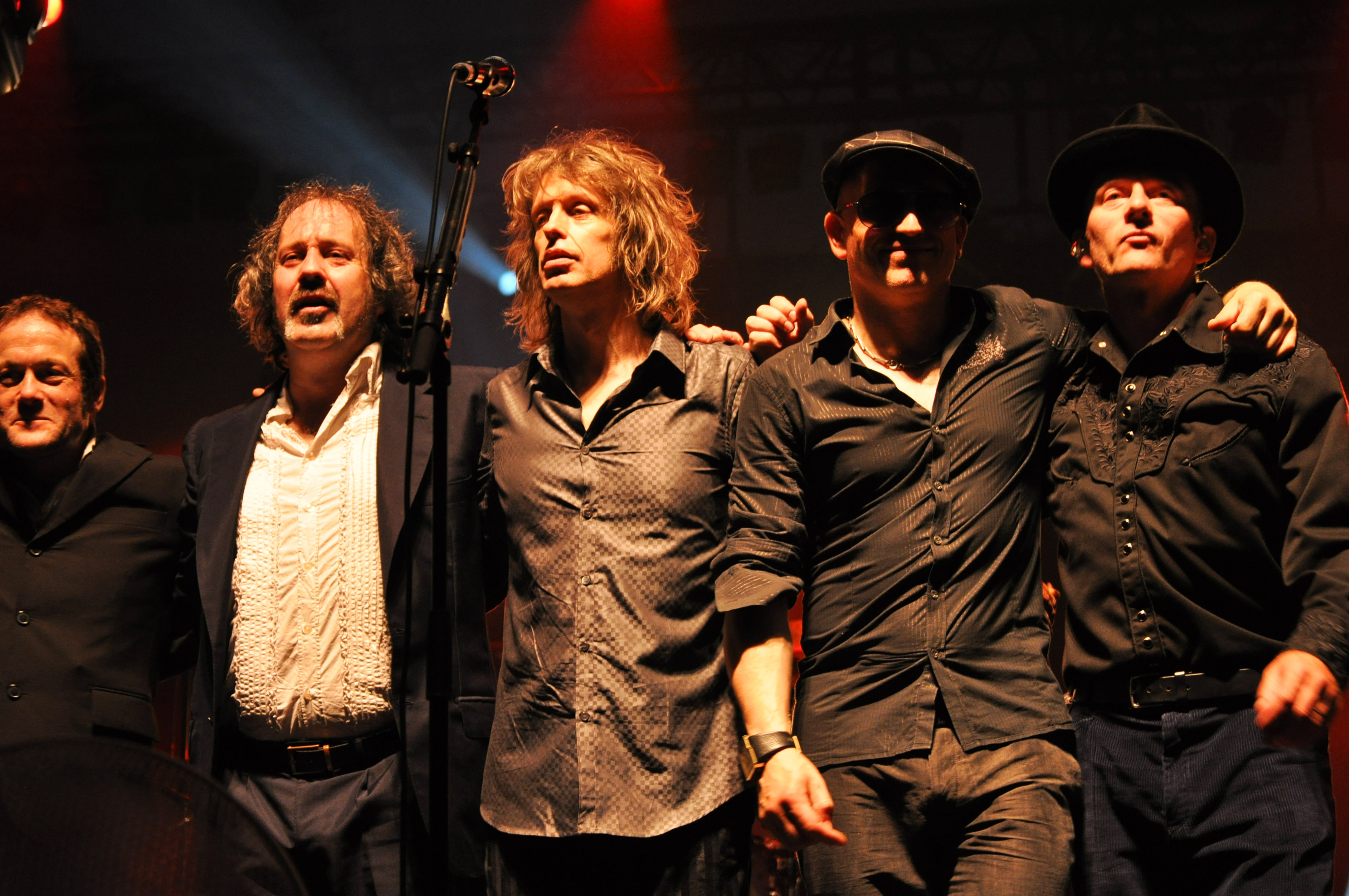
Steve Wickham avec The Waterboys à Lorient en 2011.

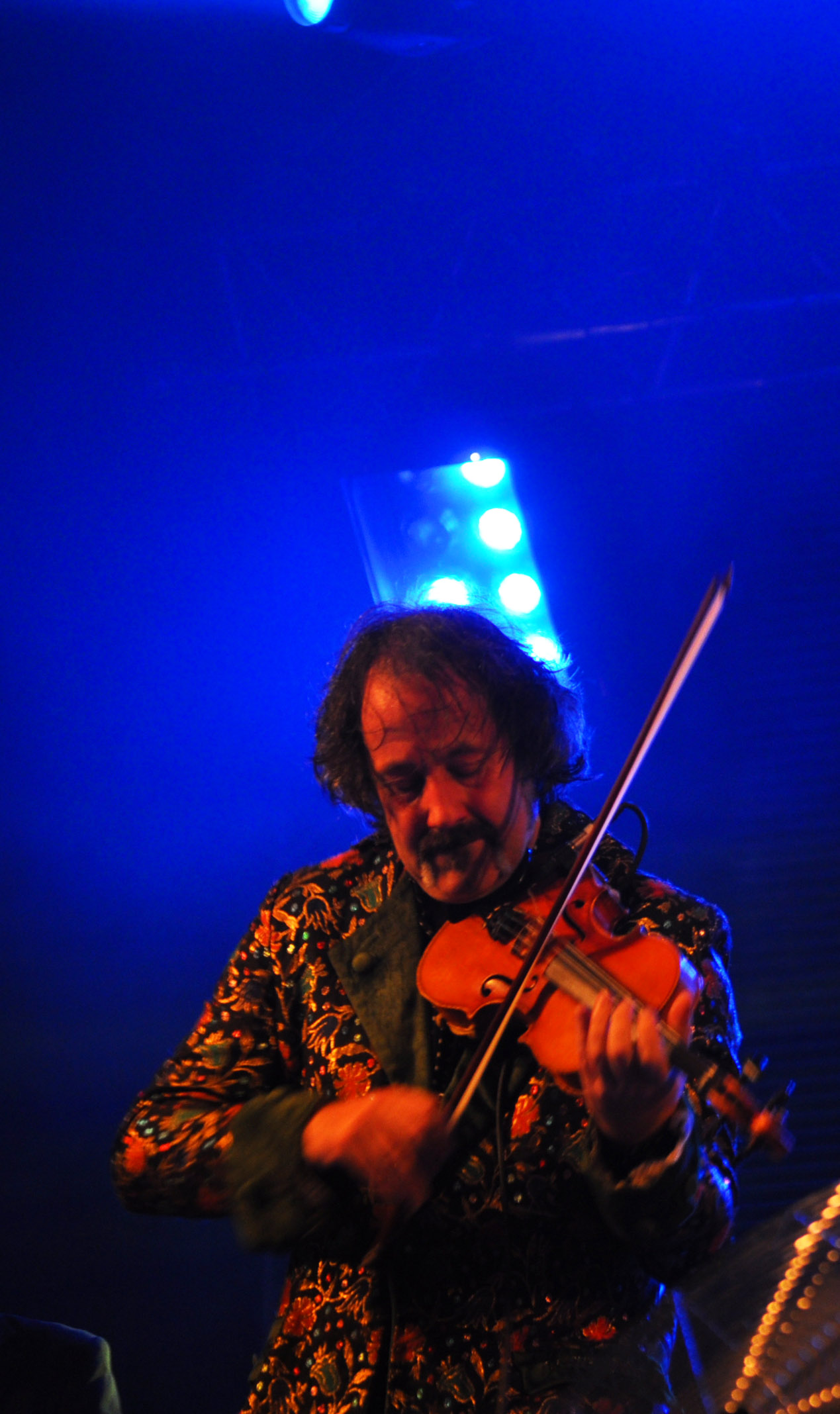
Steve Wickham avec The Waterboys à Paimpol en 2011.

Steve Wickham est un musicien irlandais membre du groupe The Waterboys.
Il a joué du violon électrique à l'occasion du titre Sunday Bloody Sunday de U2. 
Il a aussi travaillé avec Cali, Elvis Costello, les en:Hothouse Flowers, en:In Tua Nua, Sinéad O'Connor et World Party. 
Début 2022, Steve décide de se retirer des projets de tournée des Waterboys. Après avoir tourné avec le groupe pendant près de 21 ans, le violoniste irlandais a décidé de "se concentrer sur son travail". "J'ai donc décidé de me retirer de la tournée des Waterboys pour me concentrer sur mon propre travail et mes intérêts, qui incluent mon groupe basé à Sligo, No Crows, mes études d'art, la musique solo, la composition théâtrale et des choses encore à mettre au point." 